# 中亚足球联合会
中亚足球联合会（英語：Central Asian Football Association，简称CAFA）是一个由中亚各足球成员协会组成足球机构，也是亚足联分支机构。
2014年7月，中亚足球联合会为亚洲足球联合会批准成立，并在2015年1月在亚洲杯期间举行特别会议。最终，中亚足球联合会将被接纳为亚足联执行委员会一部分。
由于与西亚足球联合会其他成员存在各种纠纷，伊朗足球协会决定牵头成立中亚足球联合会。据报道亚足联主席萨尔曼获得了新成立的区域足球联合会的政治上的支持。

## 历史
2014年5月10日，六个成员协会代表与亚洲足球联合会主席萨尔曼会见，讨论成立新的亚洲足球区域的可能性。在伊朗跟阿富汗的倡议下，代表团受到亚洲足球联合会主席的邀请。2014年6月9日，亚足联在巴西圣保罗召开特别大会，新区域的成立这一计划在大会上得到批准。

## 中亚足球联合会锦标赛
阿富汗足球协会秘书长Seyed Reza Aghazadeh在2015年2月宣布，第一届中亚足球联合会锦标赛将可能在2016年举办，但最終延至2023年才首次舉辦中亞國家盃。
第一届中亚足球联合会15岁以下锦标赛于2015年3月23日在日本东京开幕。

## 链接
1. ↑  . BBC. 22 February 2015  [22 February 2015]. （原始内容存档于2015-02-23） （波斯语）.
2. ↑  . The AFC. 10 June 2014  [10 June 2014]. （原始内容存档于2014年6月12日）.
3. ↑  . The AFC. 12 January 2015  [9 January 2015]. （原始内容存档于2017-08-30）.
4. ↑  Warshaw, Andrew. . InsideWorldFootball.com. 10 June 2014  [10 June 2014]. （原始内容存档于2016-03-04）.
5. ↑  . aff.org.af. 17 May 2014  [29 October 2014]. （原始内容存档于2014年10月29日）.
6. ↑   (10 June 2014). worldfootballinsider.com.   [29 October 2014]. （原始内容存档于2014-10-29）.
7. ↑  . goal.com. 11 June 2014  [29 October 2014]. （原始内容存档于2019-05-12）.
8. ↑  . Goal Nepal. 23 February 2015  [23 February 2015]. （原始内容存档于2016-03-20）.
9. ↑  .   [2015-10-01]. （原始内容存档于2017-09-10）.
10. ↑  .   [2015-10-01]. （原始内容存档于2020-10-25）.